# 산악 초원·관목지

산악 초원·관목지(montane grasslands and shrublands)는 세계자연기금에서 정의한 생물군계 중 하나다. 높은 고도의 초원과 관목지를 포함한다.
삼림한계선보다 고도가 높은 산악 초원과 관목지는 대개 고산 툰드라라고 하며, 전세계의 산악지역에서 발견된다.  삼림한계선 아래에 있으면 아고산 및 산악 초원과 관목지라고 한다. 아고산 초원·관목지는 바람이 매우 거세고 토양의 양분은 부족하여, 키가 작고 줄기 형태가 뒤틀린 식물들이 매우 느리게 자란다.
저위도의 산악 초원과 관목지는 주변의 낮은 고도의 아열대 또는 열대 생물군계에 둘러싸여 섬처럼 고립되었다. 이런 산악 식물들은 로제트 구조, 잎에 왁스질이나 털을 발달시키는 등의 방향으로 진화했다.
가장 거대한 산악 초원·관목지는 신열대구 안데스산맥의 파라모다. 또 동아프리카와 중앙아프리카, 남인도, 뉴기니 중앙고원 같은 곳에서도 산악 초원·관목지가 나타난다.
기후가 건조하면 산악 초원은 산악 사바나(에티오피아고원) 내지 산악 스텝(티베트고원)이 된다.

## 목록
- 에티오피아구
  - 앙골라 산림-초원 모자이크
  - 앙골라 급경사 사바나·소림
  - 드라켄즈버그 고산 초원·소림
  - 드라켄즈버그 산악 초원·소림·삼림
  - 동아프리카 산악 습원
  - 동짐바브웨 산림-초원 모자이크
  - 에티오피아 산악 초원·소림
  - 에티오피아 산악 습원
  - 하이벨드 초원
  - 조스고원 삼림-초원 모자이크
  - 마다가스카르 구석남 잡목림
  - 마푸탈란드-폰돌란드 관목림·잡목림
  - 루웬조리-비룽가 산악 습원
  - 남말라위 산림-초원 모자이크
  - 남부 지구대 산림-초원 모자이크
- 오스트레일리아구
  - 오스트레일리아 알프스 산악 초원
  - 뉴기니 중앙산맥 아고산 초원
  - 남섬 산악 초원
- 동양구
  - 키나발루 산악 고산 초지
  - 숄라 초원
- 신열대구
  - 중앙안데스 건조 푸나
  - 중앙안데스 푸나
  - 중앙안데스 다습 푸나
  - 코르딜레라 중앙 파라모
  - 코르딜레라 데 메리다 파라모
  - 북안데스 파라모
  - 산타마르타 파라모
  - 탈라만카 파라모
  - 남안데스 스텝
  - 자카토날
- 구북구
  - 알타이 고산 초지·툰드라
  - 중앙티베트고원 고산 스텝
  - 동히말라야 고산 관목지·초지
  - 고라트-하자라자트 고산 초지
  - 힌두쿠시 고산 초지
  - 카라코람-서티베트고원 고산 스텝
  - 항가이 산맥 고산 초지
  - 코페트다그 소림·삼림스텝
  - 쿠흐루드산맥-코흐바난산맥 삼림스텝
  - 지중해 고아틀라스 노간주스텝
  - 북티베트고원-쿤룬산맥 고산 사막
  - 서북히말라야 고산 관목지·초지
  - 오르도스고원 스텝
  - 팔미르 고산 사막·툰드라
  - 치롄산맥 아고산 초지
  - 사얀 고산 초지·툰드라
  - 동남티베트 관목지·초지
  - 술라이만산맥 고산 초지
  - 톈산 산악 스텝·초지
  - 티베트고원 고산 관목지·초지
  - 서히말라야 고산 관목지·초지
  - 얄룽 잠보 건조 스텝

## 같이 보기
- 산지 생태계